# Верхняя Матросовка
Верхняя Матросовка — село в Старомайнском районе Ульяновской области России. Входит в состав Жедяевского сельского поселения.

## География
Село находится в северо-западной части Левобережья, в лесостепной зоне, в пределах Низкого Заволжья, на расстоянии примерно 7 километров (по прямой) к северо-востоку от посёлка городского типа Старая Майна, административного центра района. Абсолютная высота — 95 метров над уровнем моря.
Климат
Климат характеризуется как умеренно континентальный, с тёплым летом и умеренно холодной снежной зимой. Средняя температура воздуха самого тёплого месяца (июля) — 20 °C (абсолютный максимум — 39 °C); самого холодного (января) — −13,8 °C (абсолютный минимум — −47 °C). Продолжительность безморозного периода составляет в среднем 131 день. Среднегодовое количество атмосферных осадков составляет 406 мм. Снежный покров образуется в конце ноября и держится в течение 145 дней.
Часовой пояс
Село Верхняя Матросовка, как и вся Ульяновская область, находится в часовой зоне МСК+1. Смещение применяемого времени относительно UTC составляет +4:00.

## История
История села начинается от небольшого хутора под названием Майнские Нарезки графа Блудова.  По переписи 1897 года за хутором числилось 210 десятин удобной для сельхозработ земли и 39 десятин "неудобий", здесь был колодец и трое жителей, которым в сезон здесь помогали наёмные рабочие.
В 1914 году в Старомайнскую волость, в поисках лучшей доли (бежали от Первой мировой войны), прибыли посланцы из далёкой Вороньковской волости Козелецкого уезда Черниговской губернии (ныне Украина). Через Поземельный банк земельных участков они купили этот хутор. В тот же год из Черниговских сёл Вороньки и Веприк сюда прибыл обоз украинских крестьян в количестве 30 семей. 
В 1919 году хутор Майнские Нарезки был переименован в деревню Верхняя Матросовка, но в округе новое название употреблялось редко, её называли Верхние Хохлы.
В 1920 году здесь была построена начальная школа.
В 1929 году в селе было 43 хозяйства и 193 жителя.
В 1932 году был создан колхоз имени Шевченко, в начале 1950-х гг. его объединили с колхозами Арчиловки и Аристовки.
С Великой Отечественной войны к родным очагам не вернулись 15 человек.
В 1959 году в селе было 127 жителей.
В 1979 году два двора и два жителя.
К 2010 году не осталось ни одного жителя.

## Население
| 2010 |
| ---- |
| 0    |